# Megalotremis lateralis
Megalotremis lateralis är en svampart som beskrevs av Aptroot. Megalotremis lateralis ingår i släktet Megalotremis och familjen Trypetheliaceae.   Inga underarter finns listade i Catalogue of Life.